# Enfant Jésus du Remède

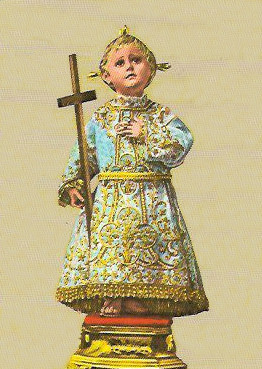

L' Enfant Jésus du Remède (en espagnol : Santo Niño del Remedio) est une statue de l'Enfant Jésus  se trouvant dans la chapelle du Santo Niño del Remedio à Madrid et vénérée par les catholiques en particulier les 13 de chaque mois. 

## Histoire
Le 7 août 1897, Pedro Martín Marrazuela, propriétaire veuf d'un atelier de reliure, achète une statue de l'Enfant Jésus à une dame partant pour Cuba. Le lendemain, Pedro et ses deux filles désirent lui donner un vocable et vont demander conseil auprès du prêtre de l'église voisine de Sainte-Catherine de los Donados. Ce dernier est sur le point de célébrer la messe et leur dit d'écrire diverses invocations à leur goût et d'en choisir un au hasard. Ils retournent chez eux et notent quatre invocations : du conseil, de l'espoir, du pardon et du remède. C'est cette dernière qui est choisi. Quelques minutes plus tard, le recteur vient embarrassé leur demander de ne pas faire le tirage au sort car au moment de la consécration, il a senti que l'invocation devait être fait à l'autel à la fin de la messe. Ni Pedro ni ses filles n'osent lui dire qu'ils l'ont déjà fait, et le lendemain, ils assistent à la messe à l'église de Sainte-Catherine de los Donados pour venir choisir le titre que le recteur désire et c'est de nouveau le titre du remède qui est choisi. 
Peu à peu, la dévotion se répand dans les environs, et la chapelle privée installée dans l'arrière boutique de l'atelier de reliure devient un lieu de prière pour les voisins et les passants. Un an après l'acquisition de la statue, Pedro commence une neuvaine, prépare la première procession et commande un trône afin qu'il soit porté par les enfants. En octobre de la même année, un couple fait construire un oratoire plus large qui est béni le 1er janvier 1900. Un jour, la reine Marie-Christine d'Autriche vient aussi prier dans cet oratoire.
Après la mort de Don Pedro Martín, sa fille Inès se bat pour transférer l'image dans une église et pour la création d'une confrérie du Santo Niño del Remedio. Dans son testament, elle lègue la propriété de l'image au marquis de Castellanos à condition qu'à sa mort, elle appartienne à la confrérie. Le marquis et d'autres bienfaiteurs transfèrent de l'image à un autel de l'église de Santa Cruz où elle continue de recevoir ses nombreux fidèles bien qu'ils cherchent une église spécialement consacrée à son culte. Leur désir est exaucé le 3 mars 1917 avec le don de l'église de Sainte-Catherine de Donados, lieu étroitement lié à l'histoire de la statue car c'est dans cette église qu'elle a reçu son titre. 
L'image est depuis vénérée dans cette église, dont la fête est célébrée le 13 janvier car avant le Concile Vatican II, la fête du baptême du Christ était fixée ce jour. Le 13 de chaque mois, la statue est descendue de son autel pour être adoré par des centaines de personnes qui font de longues files d'attente pour embrasser son pied.

## Autre statues
D'autres statues de l'Enfant Jésus sont vénérés dans le monde. Des copies de ces statues devenant parfois aussi lieu de pèlerinage.
- Enfant Jésus de Prague (Prague, Tchéquie)
- Saint Enfant Jésus d’Atocha (Mexico, Mexique)
- Enfant-Jésus de Beaune (Beaune, France)
- Enfant-Jésus de Miracle (Alcoy, Espagne)
- Enfant-Jésus de l'Aracoeli (en) (Rome, Italie)
- Enfant-Jésus de Cebú (Basilique de l'Enfant Saint, Philippines)
- Enfant-Jésus de Bogotá (es) (Bogotá, Colombie)
- Enfant-Jésus de Bonne Santé (en)
- Enfant-Jésus de Escuque (Vénézuela)
- Enfant-Jésus des affligés (es) (San Cristóbal de La Laguna)
- Enfant Jésus de Steyr ((Christkindl), (Autriche)